# Beatmusik
Beatmusik är en pop- och rockgenre som utvecklades i Storbritannien tidigt på 1960-talet. Beatmusik är en blandning av rock and roll (främst gitarrstilen från Chuck Berry och tempot från artister som Buddy Holly), doo-wop, skiffle och R&B. Genren var ursprunget till många av banden i den brittiska vågen som dominerade de amerikanska poplistorna från 1964, och den blev en modell för många viktiga utvecklingar inom pop och rock, såsom formatet i rockgruppen med sologitarr, kompgitarr, basgitarr och trummor.